# رمزي الدهامي
رمزي الدهامي ولد في 5 يناير 1972 في الرياض، هو فارس سعودي يتسابق في قفز الحواجز. نافس في دورة الألعاب الأولمبية الصيفية أعوام 1996 و 2000 و 2004 و 2008 و 2012، وحصل على الميدالية البرونزية. شارك في دورة الألعاب الآسيوية 2018 حيث فاز في المجموعات بميدالية ذهبية، وفي الفردية بميدالية برونزية.

## الإنجازات
فاز بذهبية الفرق لقفز الحواجز في دورة الألعاب الآسيوية 2022 التي أقيمت في هانغتشو في الصين عام 2023م بالاشتراك مع عبد الله الشربتلي، وعبد الرحمن الراجحي، ومشاري الحربي.

## روابط خارجية
- رمزي الدهامي على موقع الاتحاد الدولي للفروسية (الإنجليزية)
- رمزي الدهامي على موقع FEI (رابط بديل) (الإنجليزية)
- رمزي الدهامي على موقع أوليمبيديا (الإنجليزية)